# Eimear Richardson
Eimear Ann Jermyn Richardson (* 14. September 1986 in Dublin, Irland) ist eine irische Cricketspielerin, die seit 2005 für die irische Nationalmannschaft spielt.

## Kindheit und Ausbildung
In ihrer Jugend war Richardson in mehreren Sportarten aktiv, unter anderem Hockey und Fußball. Zusammen mit ihrem Bruder trat sie dann einem Cricketclub bei. Nach der Schule studierte sie Sportmanagement.

## Aktive Karriere
Ihr Debüt in der irischen Nationalmannschaft gab sie im Juli 2005 in der WODI-Serie gegen Australien. Ein Jahr später erzielte sie gegen die Niederlande ihr erstes Fifty über 50* Runs. Ihr erstes internationales WTwenty20 absolvierte sie im Juni 2008 gegen die West Indies. Im Mai 2009 gelangen ihr in einem WODI gegen Pakistan 3 Wickets für 19 Runs als Bowlerin. Im August folgten dann 5 Wickets für 13 Runs im Finale der Women’s European Championship 2009 gegen die Niederlande, womit sie als Spielerin des Spiels den Titel sicherte. Bei einem Sechs-Nationen Turnier in Südafrika im Oktober 2010 gelangen ihr gegen die Niederlande 3 Wickets für 26 Runs. Daraufhin zog sie nach Neuseeland, und spielte dort für die Central Districts. Daraufhin spielte sie weniger Einsätze für das irische Team. Sie wurde für den ICC Women’s World Twenty20 2014 nominiert und konnte dort unter anderem 2 Wickets für 32 Runs gegen Neuseeland erreichen. Nachdem sie in Neuseeland nach Wellington wechselte spielte sie zunächst gar nicht mehr im Nationalteam.
Im Sommer 2018 kam sie für den ICC Women’s World Twenty20 2018 Qualifier wieder zurück ins Team und nahm auch am Endrundenturnier teil. In Neuseeland wechselte sie zu den Northern Districts und stand seitdem auch wieder mehr für Irland zur Verfügung. Neben dem Cricketspiel ist sie dort auch in der Administration als Community-Managerin tätig. Bei einem Vier-Nationen-Turnier in den Niederlanden konnte sie zunächst ein Fifty über 63* Runs gegen den Gastgeber und dann 3 Wickets für 14 Runs gegen Schottland erreichen. Beim daraufhin stattfindenden ICC Women’s T20 World Cup Qualifier 2019 erreichte sie im Spiel um den dritten Platz gegen Papua-Neuguinea 3 Wickets für 9 Runs. In der europäischen Qualifikation für die nächste WTwenty20-Weltmeisterschaft erzielte sie im August 2021 gegen die Niederlande ein Fifty über 53 Runs, wofür sie als Spielerin des Spiels ausgezeichnet wurde. Im März 2022 erhielt sie einen Vertrag mit dem irischen Verband.